# Andrena knuthiformis
Andrena knuthiformis är en biart som beskrevs av Hirashima 1952. Andrena knuthiformis ingår i släktet sandbin, och familjen grävbin. Inga underarter finns listade i Catalogue of Life.